# Посольство Польши в Литве
Посольство Польши в Литве (пол. Ambasada Rzeczypospolitej Polskiej na Litwie, лит. Lenkijos Respublikos ambasada Vilniuje) — главная дипломатическая миссия Польши в Литве, расположена в Вильнюсе на ул. Шв. Йоно 3.
До 1939 года (де-факто до ликвидации в 1940 году) посольство Польши в Литве располагалось в Каунасе (Ковно), тогдашней столице Литвы, потому что Вильно был на территории Польши.

## Организационная структура
В состав посольства входят:
- Политико-экономический отдел (пол. Wydział Polityczno-Ekonomiczny, лит. Politikos-ekonomikos skyrius)
- Военный атташат (пол. Ataszat Obrony, лит. Gynybos atašė)
- Административный отдел (пол. Wydział Administracyjny, лит. Finansų ir administracijos skyrius)
- Консульский отдел (пол. Wydział Konsularny, лит. Konsulinis skyrius) ул. Смелю, 22а
- Отдел продвижения торговли и инвестиций (пол. Wydział Promocji Handlu i Inwestycji, лит. Prekybos ir investicijų rėmimo skyrius) ул. Васарю 16
- Институт польский (пол. Instytut Polski w Wilnie, лит. Lenkijos institutas) улица Диджёйи 23.

## История
Польша и Литва установили дипломатические отношения перед самым началом Второй мировой войны. В 1939 году посольство Польши находилось в Каунасе в отеле «Метрополис» на ул. С. Дауканто, 21, затем по адресу ул. Кястучё, 24. Послом Польши был Францишек Харват.
Во время вхождения Литвы в состав СССР, ПНР неоднократно обращалась с просьбой об открытии консульства в Вильнюсе, которое и было открыто в конце 1980-х.
Дипломатические отношения между Польшей и Литовской Республикой были восстановлены в сентябре 1991 года. В 2007 году для размещения посольства был куплен «Дворец Пацов» на улице Швянто Йоно, 3. По причине расследования литовской прокуратурой обстоятельств продажи дворца, переезд посольства в него состоялся не сразу.

## Список послов Польши в Литве
- 4 февраля — 6 апреля 1922 — Владислав Сольтан (посол в Срединной Литве)
- 30 марта 1938 — 16 октября 1939 — Францишек Харват
- 1 октября 1991 — 27 мая 1992 — Мариуш Мачкевич (поверенный в делах)
- 7 апреля 1992 — 29 октября 1996 — Ян Видацкий
- 29 октября 1996 — 16 марта 2001 — Ефимий Тейхманн
- 16 марта 2001 — 26 января 2005 — Ежи Бар
- 21 февраля 2005 — 19 июня 2013 — Януш Сколимовский
- 17 июля 2013 — 31 мая 2017 — Ярослав Чубинский[2][3]
- 23 августа 2017 — 19 марта 2023 — Уршуля Дорошевская
- 2023 — 2024 — Константин Радзивилл